# Medische fout
Met medische fouten worden alle fouten die optreden door een medische behandeling bedoeld, ofwel een ongewenst en vermijdbaar neveneffect van een medische behandeling.
Een medische fout wordt meestal veroorzaakt door een arts, verpleegkundige of paramedisch personeel. Naast de term 'fout' moet de term 'onbedoelde schade' worden herkend. De definitie van onbedoelde schade is 'een onbedoelde uitkomst die is ontstaan door het (niet) handelen van een zorgverlener en/of door het zorgsysteem met schade voor de patiënt zodanig ernstig dat er sprake is van tijdelijke of permanente beperking dan wel overlijden van de patiënt'.
Medische fouten zijn gevallen waar onbedoelde schade optrad waarbij dat vermijdbaar was. Onderzoek kan meestal alleen worden gedaan naar het voorkomen van onbedoelde schade. Medische fouten zijn ongewenst omdat ze leiden tot gezondheidsschade en omdat ze de maatschappij geld kosten.

## Epidemiologie
Uit verschillende internationale onderzoeken komt naar voren dat bij 4 tot 17% van alle ziekenhuisopnames onbedoelde schade optreedt. In 0,4 tot 2,4% van het totale aantal patiënten overlijdt de patiënt. Er wordt geschat dat de helft van de gevallen van onbedoelde schade vermijdbaar en dus een medische fout is.
Bij een onderzoek in Nederland over het jaar 2004 bleek dat er van de 1,3 miljoen mensen die werden opgenomen in een ziekenhuis er 74100 (5,7%) te maken kregen met onbedoelde schade. In de iets minder dan de helft van deze gevallen, 29900 mensen (2,3% van het totaal) bleek er sprake van vermijdbare schade.

## Melden van fouten in Nederland
Op basis van de Wet Geneeskundige Behandelings Overeenkomst (WGBO) zijn artsen verplicht patiënten te informeren indien er sprake is van een medische fout en verplicht om direct adequate vervolgdiagnostiek en herstelbehandeling te regelen ter beperking van de schade, indien mogelijk.
Op basis van de Kwaliteitswet zijn artsen en ziekenhuizen verplicht ernstige medische fouten, leidend tot invaliditeit of overlijden te melden aan de Inspectie voor de Gezondheidszorg.
Het melden van fouten is belangrijk, al was het alleen maar om de fouten te kunnen onderzoeken en er lering uit te trekken voor de toekomst. Bovendien dienen slachtoffers van medische fouten eerlijk bejegend te worden en herstelbehandeling te krijgen. Alle ziekenhuizen hebben speciale protocollen en commissies voor het melden van fouten.
Per 1 januari 2008 is het project Veilig Incident Melden (VIM), ook genoemd Meldingen Incidenten Patiëntenzorg (MIP), in ziekenhuizen en zorginstellingen ingevoerd. Medewerkers kunnen medische fouten, incidenten of bijna-incidenten melden bij een VIM-commissie (dan wel MIP-commissie). Een melding kan anoniem, teneinde de meldingsbereidheid te vergroten.

## Medische fouten in België
Medische fouten vallen in België onder de “Wet Medische Ongevallen” van 31 maart 2010. Met deze wet blijft een gerechtelijke procedure na bewezen aansprakelijkheid nog steeds mogelijk, maar wordt voorrang gegeven aan een administratieve procedure bij het Fonds Medische Ongevallen van het Rijksinstituut voor Ziekte- en Invaliditeitsverzekering (RIZIV).
Een medische fout mag niet verward worden met een medicatiefout, dat is een onopzettelijke fout in het proces van medicamenteuze behandeling die de patiënt schade kan berokkenen, bijvoorbeeld bij het voorschrijven, afleveren, stockeren, bereiden en toedienen van een geneesmiddel. Het Federaal Agentschap voor Geneesmiddelen en Gezondheidsproducten vraagt om ook deze fouten te melden.